# 鸭嘴腔吻鳕
鸭嘴腔吻鳕（Coelorinchus anatirostris），又稱鼠腔吻鱈，為輻鰭魚綱鱈形目鼠尾鱈科的其中一種。

## 分布
本種属于西北太平洋底层鱼类。分布於西北太平洋，包括日本南部到琉球等处、中國東海、台灣東北部等海域。
模式產地位於日本三崎。

## 棲息環境
本種屬深海底棲性魚類，主要棲息於水深300至550公尺之泥砂底質，適合生存水溫約5-7℃。

## 特徵
本魚體延長而側扁，愈往後愈尖細。頭大；頭部黏液腔發達。吻尖突且佈滿稜鱗。鼻骨前側邊緣完全被骨支托，鼻窩被鱗，頭部稜脊發達具特化之強棘鱗，吻部腹面裸出，前鰓蓋骨腹側有鱗。發光器呈短桿狀，自肛門起點沿伸至兩腹鰭間。體被強棘鱗，棘刺硬略呈三角型，四至十列呈放射狀排列。口腔呈灰或黑色，鰓膜黑色，各鰭略呈暗色。

## 生態
本魚為深海底棲魚類，棲息於沙泥質海底，以甲殼類、多毛類，及明蝦為食。

## 經濟利用
個體較大型，軀幹部份可食；體型小者，則多做為下雜魚。